# Philipp Christoph von Königsmarck
Philipp Christoph von Königsmarck vagy Philip Christoph Königsmark/Kœnigsmark, (Stade, 1664. március 14. (Julián: március 4.) – Hannover, 1694. július 12. (Julián: július 2.)), svéd–német gróf, katonatiszt, udvaronc, kalandor, a szász lovasság tábornoka, a hannoveri fejedelmi testőrség ezredese, Aurora von Königsmarck grófnő testvéröccse. 1690-től haláláig Sophie Dorothea von Braunschweig-Lüneburg hercegnőnek, Georg Ludwig hannoveri trónörökös herceg feleségének szeretője, 1694-ben a hannoveri Leine-palotában eltűnt, valószínűleg meggyilkolták.

## Élete

### Származása
Az ősi altmarki eredetű Königsmarck (Königsmark) grófi családból származott. Édesapja Kurt (Conrad) Christoph von Königsmarck gróf (1634–1673) volt, a svéd király szolgálatában álló katonatiszt, államférfi, svéd hadfelszerelési miniszter, Hans Christoph von Königsmarck gróf (1600–1663) svéd tábornagy és a mecklenburgi Agathe von Leesten (Lehsten, † 1671) bárónő fia, Otto Wilhelm von Königsmarck (1639–1688) tábornok, velencei hadvezér testvéröccse.
Édesanyja Maria Christine von Wrangel (Maria Kristina Wrangel) grófkisasszony (1638–1691) volt, Hermann von Wrangel gróf tábornagynak (1587–1643), Livónia svéd katonai kormányzójának és első feleségének, Amalie Magdalena zu Nassau (1613–1669) hercegnőnek leánya. Anyjának féltestvére volt (Hermann gróf harmadik házasságából) Carl Gustaf Wrangel (1613–1676), Salmis és Sölvesborg grófja, svéd tábornagy, a harmincéves háború, az 1655–60-as északi háború és a svéd–brandenburgi háború jeles hadvezére.
Szülei házasságából négy testvér született:
- Hans Karl (Carl Johan) von Königsmarck (1659–1686) svéd gróf, kalandor, a Máltai lovagrend tagja, II. Károly angol király kíséretének tagja. 1682-ben bérgyilkosokkal megölette Thomas Thynne-t, Bath őrgrófját, akinek feleségére, a gazdag Lady Elizabeth Seymourra, Percy bárónőjére szemet vetett. Kiutasították Angliából. Francia, majd velencei szolgálatba állt, a moreai háborúban halt meg.
- Maria Aurora grófnő (1662–1728), Erős Ágost szász választófejedelem hivatalos szeretője, majd apátnő Quedlinburgban.
- Amalie Wilhelmine grófnő (1663–1740), amatőr színész és festőművész, aki 1689-ben a svéd Carl Gustaf Lewenhaupthoz (Carl Gustav von Löwenhaupt, 1662–1703), Falkenstein grófjához, szász tábornokhoz és hadügyminiszterhez ment feleségül. Fiuk, Charles Emil Lewenhaupt (1691–1743) svéd tábornok és hadvezér.
- Philipp Christoph gróf (1665–1694), hannoveri testőrezredes.

### Ifjú évei

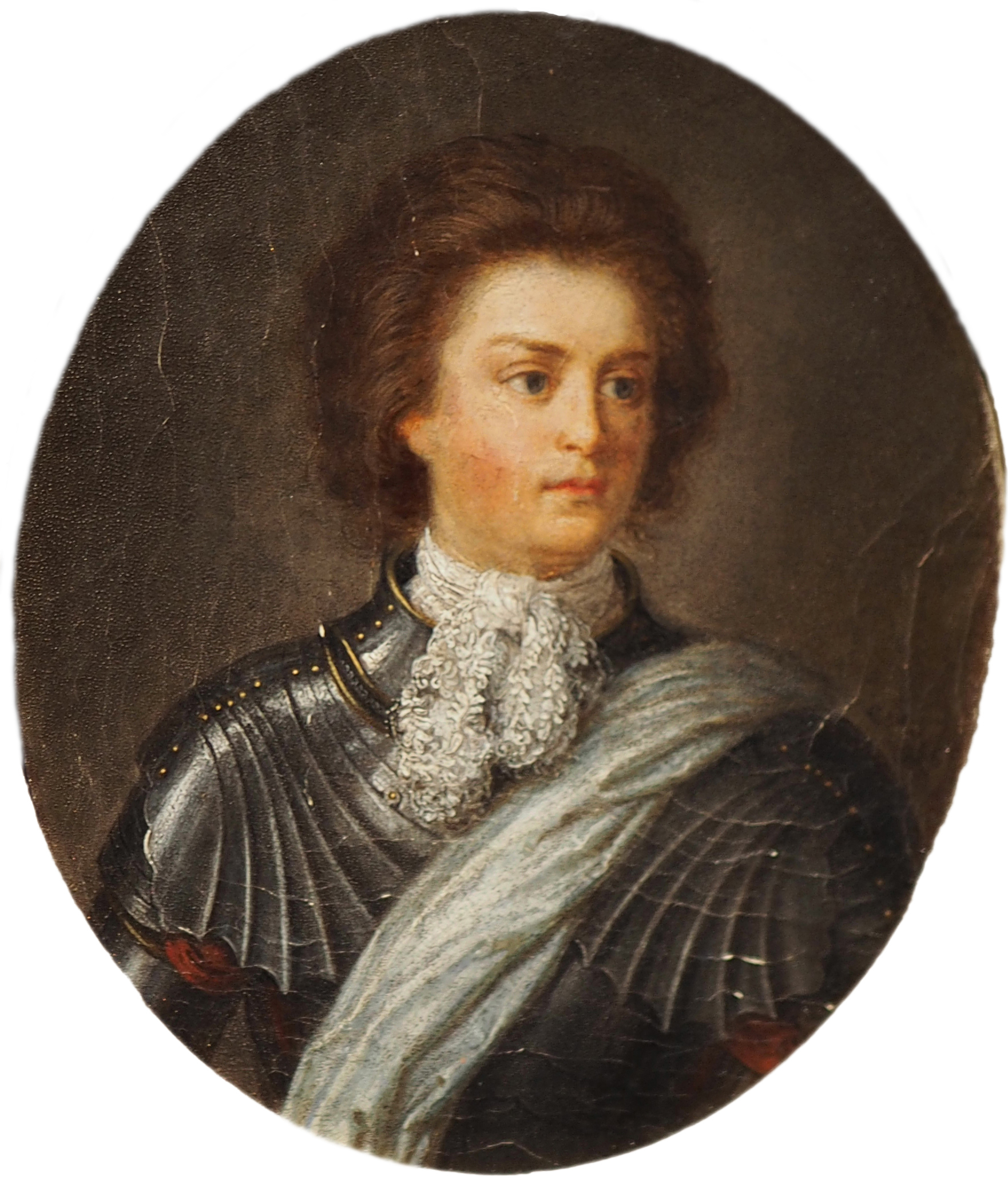
Az ifjú Philipp Christoph von Königsmarck

Gyermekéveit az agathenburgi Königsmarck-kastélyban töltötte, Stade közelében, testvéreivel együtt. Tizenévesként Celle városában, a Braunschweig-Lüneburg hercegi család udvarában szolgált apródként. Itt ismerkedett meg későbbi nagy szerelmével, a nála egy évvel fiatalabb Sophie Dorothea hercegnővel (1666–1726 ), György Vilmos herceg (1624–1705) egyetlen leányával, a Braunschweig-Lüneburgi Hercegség örökösnőjével (Erbprinzessin).
Oxfordba ment tanulni, majd katonatiszti pályára lépett. Császári szolgálatba állt, részt vett több háborúban. Később Velencében találkozott Frigyes Ágost herceggel, Szászország trónörökösével, és követte őt Drezdába, ahol a szász lovasságnál vezérőrnagyi rangot kapott.
Mialatt Philipp Christoph gróf tanult és katonáskodott, a cellei udvarban Sophie Dorothea hercegnőt 1682-ben  16 éves korában, akarata ellenére feleségül adtak saját elsőfokú unokabátyjához, Georg Ludwig herceghez (1660–1727), Ernő Ágost hannoveri választófejedelem fiához, a Hannoveri Választófejedelemség (Kurhannover) trónörököséhez. Dinasztikus kényszerházasság volt, a két hercegi ág még Sophie Dorothea születése előtt öröklési szerződést kötött, Sophie minden „kívülről jövő” kérőjét elutasították. Két gyermekük (Georg August és Sophie Dorothea születése után a házasság teljesen leromlott, a férj a szeretőivel élt.)
Philipp Christoph bátyja, Carl Johann von Königsmarck, akit gyilkosságra felbujtásért kiutasítottak Angliából, és velencei szolgálatban harcolt a török ellen, 1686-ban a moreai háború során, Argosznál meghalt. 1888-ban nagybátyja, Otto Wilhelm von Königsmarck tábornok, aki szász, svéd, majd császári szolgálatban számos európai háborúban harcolt (Magyarországon is), a velencei szárazföldi hadsereg főparancsnokaként Negroponte ostrománál pestisben elhunyt. 1888-ban Philipp Christoph gróf megörökölte a teljes Königsmarck családi vagyont, gazdag emberként visszajött Drezdából Hannoverbe. Háztartásához 29 szolga és 52 ló tartozott. Kicsapongó, mulatozós, kéjenc emberként híresült el.
1888-ban Ernő Ágost hannoveri választófejedelem szolgálatába lépett, és részt vett a pfalzi örökösödési háborúban, a Franciaország elleni hadjáratokban. Az uralkodó testőrgárdájában ezredesi rangra emelkedett, befogadták a hercegi udvartartás legszűkebb köreibe, rendszeres résztvevője lett a családi és társadalmi eseményeknek. Itt szemet vetett rá Sophie hercegné egyik érett udvarhölgye, a 40 esztendős Clara Elisabeth von Platen grófné (1648–1700), Franz Ernst von Platen gróf-miniszterelnök felesége, aki korábban Ernő Ágost választófejedelem szeretője volt. Platen grófné húga, Catharina pedig a választófejedelem fiának, Georg Ludwig trónörökös hercegnek szeretője volt, mielőtt az feleségül vette volna Sophie Dorotheát. A grófnénak a választófejedelemtől született természetes gyermekeit, Ernst Augustot (1674–1726) és Sophie Charlotte-ot (1675–1725) Ernő Ágost a sajátjainak ismerte el. Platen grófné a hannoveri udvar egyik legnagyobb informális hatalommal rendelkező tagja volt, veszedelmes cselszövő. Elcsábította a nála 16 évvel fiatalabb Königsmarck grófot, viszonyuk mélységéről és időtartamáról azonban keveset lehet tudni.
1689-ben Philipp Christoph jóbarátjával, Karl Philipp herceggel (1669–1690), Ernő Ágost ifjabb fiával együtt részt vett Piccolomini tábornok ó-szerbiai hadjáratában. Karl Philipp herceg a török ellenoffenzíva során, 1690-ben Pristina alatt elesett, Königsmarck gróf egyedül tért vissza Hannoverbe.

### Afférja a trónörökös hercegnével

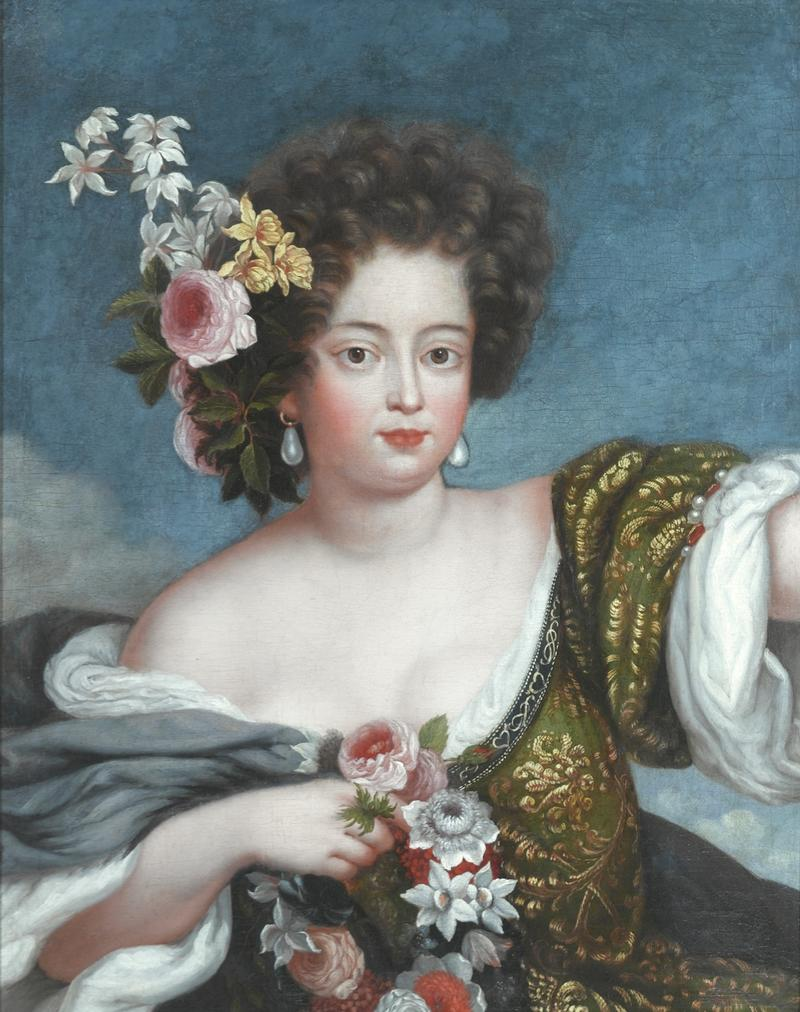
Sophie Dorothea von Braunschweig-Lüneburg

Hannoverben viszonyt kezdett gyermekkori ismerősével, Sophie Dorothea trónörökös hercegnével, akit nemcsak férje, hanem annak egész családja is lenézett, sértő és megalázó módon kezelt. Szerelmi kapcsolatuk bizonyítható kezdetét a kutatók 1692 márciusára teszik. Levelezésük fennmaradt részéből azonban valószínűsíthető, hogy viszonyuk több évvel korábban kezdődhetett. A trónörökös pár házassága gyakorlatilag szétesett, Georg Ludwig herceg nyíltan szeretőivel élt, felesége pedig semmit sem tett a Königsmarck grófhoz fűződő viszonyáról terjedő pletykák ellen. Phlipp szét volt esve, hogy a hercegné pedig egyre kevésbé próbálta titkolni Königsmarck grófjához fűződő testi és érzelmi kapcsolatát.
A két szerelmes 1694 nyarán közös szökést szervezett. A hercegné valószínűleg korábban is próbált elszökni, Königsmarck segítségével, de sikertelenül. Útjuk vagy Wolfenbüttelbe vezetett volna, ahol Anton Ulrik braunschweig-wolfenbütteli hercegnél, Königsmarck korábbi háborús tiszttársánál reméltek menedéket, vagy Drezdába, a szász választófejedelemhez, ahol Philipp Christoph vezérőrnagyi státust élvezett.
Tervük azonban kitudódott. 1694 januárjában Clara Elisabeth von Platen grófné, Georg Ludwig trónörökös (és valószínűleg Philipp Christoph) korábbi szeretője, aki szintén tudott Sophie Dorothea és Philipp Christoph viszonyáról, saját 19 éves leányát, Sophie Charlotte-ot össze akarta házasítani Königsmarck gróffal. (Nem világos, hogy a jó szimatú Platen grófné a nagyobb botrány megelőzésére, „preventív” megoldásként ajánlotta-e leánya kezét a grófnak). A szerelméhez hűséges Königsmarck gróf azonban visszautasította. A vérig sértett Platen grófné elárulta Ernő Ágost választófejedelemnek a trónörökösné szökési tervét.

### Eltűnése

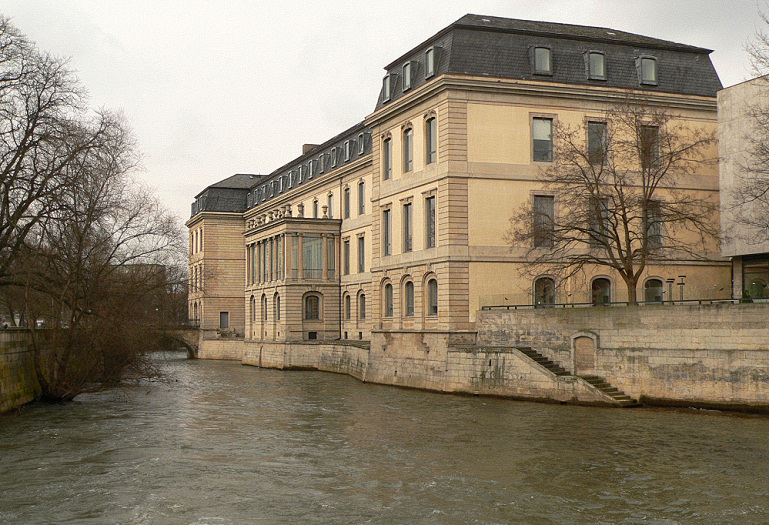
A gyilkosság színhelye, a Leine-palota, a folyóra néző front

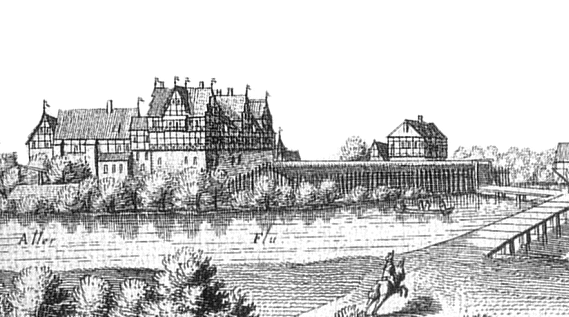
Az ahldeni várkastély (Matthäus Merian metszete, 1654)

Philipp Christoph von Königsmarck gróf 1694. július 1-jéről 2-ra (Gergely naptár sz. 11-ről 12-re) virradó éjszaka találkozott utoljára Sophie Dorothea hercegasszonnyal a hannoveri Leine-palotában. A palotából már nem távozott, nyomtalanul eltűnt.
Rejtélyes eltűnése rövidesen széles körben szóbeszéd tárgyává lett. A hannoveri udvar teljes tagadásban állt, nemcsak a gróf elfogatását, de magát a házasságtörő viszony tényét is tagadta. A kormányzat minden fellelhető levelet, dokumentumot összegyűjtött és megsemmisített. A találgatások felerősödtek és botrányt kavartak mind az szomszédos uralkodói udvarokban, mind nemzetközi diplomáciai körökben. A Königsmarck-ügyből államügy lett. XIV. Lajos francia király a sógornőjét, Pfalzi Erzsébet Sarolta orléans-i hercegnét (Liselotte von der Pfalz), Sophie Dorothea unokahúgát kérdezte ki, aki rendszeres levelezésben állt nagynénjével. Ő sem tudott semmiről, ezért Lajos titkos ügynököket küldött Hannoverbe,  Frigyes Ágost szász választófejedelem követe a hannoveri udvartól hivatalosan számonkérte eltűnt tábornokának sorsát. Elutasító válaszokat kapott.
Philippe nővére, Aurora von Königsmarck grófnő közben Frigyes Ágost szeretője lett, és erősen ösztönözte az öccse utáni kutatást. A szász választófejedelem ügynökei mindkét hercegségben heteken át nyomoztak az eltűnt tábornok után. A hannoveri és a cellei udvarnak ez annyira kínossá vált, hogy a két uralkodó-fivér, Ernő Ágost és György Vilmos (Sophia Dorothea apósa és édesapja) zsarolásnak is beillő panaszt emeltek I. Lipót császárnál: ha nem állítja le Frigyes Ágost „barátságtalan lépéseit”, visszahívják csapataikat a császári haderőből. A császár és III. Frigyes Vilmos brandeburgi választófejedelem is – aki második felesége, Sophie Charlotte von Hannover révén Ernő Ágost veje, Georg Ludwig sógora volt – nyomást gyakorolt Frigyes Ágostra, aki azonban tovább nyomoztatott, és hivatalosan közölte Platen hannoveri gróf-miniszterelnökkel, hogy bizonyosnak tekinti: Königsmarck tábornokot a hannoveri udvarban megölték vagy titkos helyen fogságban tartják. Ugyanilyen tartalmú jelentést küldött Londonba Lord George Stepney angol követ is. Frigyes Ágost azonban ennél messzebb nem jutott, a bűntényt hivatalosan sohasem ismerték be.
A fennmaradt diplomáciai iratokból világosan kitűnik, hogy a titkosszolgálatok elég pontosan kiderítették, mi történhetett a gróffal. Georg Ludwig herceg – vagy apja, Ernő Ágost uralkodó fejedelem – utasítására még elfogatása éjszakáján a Leine-palotában meggyilkolták. A testőrség négy megbízható tagját bérelték fel, hallatlanul magas vérdíjért. Áldozatuk testét nyomtalanul eltüntették, ennek módjáról több változat létezik. Testére köveket kötöztek és a Leine folyóba süllyesztették, amelynek partján a palota állt. Más változat szerint feldarabolva dobták a folyóba. Legvalószínűbbnek azt tartják, hogy a test darabjait a palota padlózata alá rejtették. Visszaemlékezések szerint a gyilkosság elkövetői közül ketten évekkel később meggyónták a bűncselekményt, de erről készült jegyzőkönyvek nem lelhetők fel. Philipp Christoph von Königsmarck grófot hivatalosan ma is eltűnt személyként tartják nyilván.
Sophie Dorothea hercegasszonyt egy különbíróság elmarasztalta férje hűtlen elhagyásának bűnében (házasságtörés puszta tényét is eltitkolták, nem szerepelt a vádiratban). Házasságát felbontották, gyermekeitől elszakították és bezárták Ahlden várába. Trónörökös hercegnéi címétől megfosztották, csak „Ahlden hercegnője” néven hivatkoztak rá. 32 éven át tartották fogságban, 1726 novemberében bekövetkezett haláláig. Volt férje, aki 1714-ben I. György néven Nagy-Britannia és Írország királya lett, négy hónappal később, 1727 márciusában hunyt el, egy hannoveri látogatása során.

## Sophie Dorothea és Philipp Christoph levelezése
Philipp Christoph von Königsmarck maga is tartott attól, hogy viszonya veszélyt hozhat a fejére. A hercegnével folytatott szerelmes levelezését átadta sógorának, Carl Gustaf Lewenhaupt (Löwenhaupt) svéd grófnak. A 18. században, amikor Georg Ludwig herceg már I. György néven Nagy-Britannia királya volt, a gróf örökösei a kínos tartalmú dokumentumokat eladásra kínálták a Hannoveri-háznak. Olyan magas vételárat szabtak, hogy a királyi ház elállt a vásárlástól, inkább kétségbe vonták a levelek valódiságát. A 19. század közepén az egész levelezést publikálták. Legnagyobb részük ma a lundi egyetem birtokában van. Néhányat Sophie Dorothea unokája, II. Frigyes porosz király szerzett meg. (Valószínű, hogy saját húga, Lujza Ulrika svéd királyné, Adolf Frigyes svéd király felesége lopatta el a svéd levéltárból). Frigyes halála után ezek a Porosz Titkos Levéltárba kerültek, ma a német állam kulturális örökségét képezik. A tudományos vizsgálatok igazolták a levelek hitelességét.
A fennmaradt levelek sorszámozásából és dátumaiból hannoveri kutatók megállapították, hogy eredetileg összesen mintegy 660 levél létezhetett. A hiányzó leveleket a hannoveri kormányzat elkobozta és megsemmisítette. A hannoveri hercegi és állami levéltárakban ezekről az évekről semmi erre utaló forrás nem maradt. Még Sophie Dorothea unokahúgával, Pfalzi Erzsébet Sarolta orléans-i hercegnével (Liselotte von der Pfalz) folytatott levelezését is utólagosan megcsonkították.

## Legújabb kori leletek
2016 nyarán építőmunkások a Leine-palota – 1962 óta az Alsó-Szászországi Tartományi Gyűlés székháza – padlója alatt csontmaradványokat találtak. Felmerült, hogy ezek Königsmarck gróf maradványai lehetnek,
 de antropológiai vizsgálatok ezt megcáfolták (több különböző személy csontvázát és állati csontokat azonosítottak). A leletek nem köthetők Königsmarck grófhoz.

## Alakja szépirodalomban, játékfilmben
Königsmarck gróf tisztázatlan sorsa számos romantikus történet alapjává vált.

### Regények
- A.E.W. Mason. Königsmark grófja, eredeti cím: Koenigsmark (magyar nyelven), Renaissance Kiadó [1940] (1943). ISBN 0489002654891
- Gilles Lapouge. Les folies Koenigsmark (francia nyelven). Albin Michel (1989). ISBN 978-2226037961
- Dörte von Westernhagen. Und also lieb ich mein Verderben (német nyelven). allstein-Verlag (1997). ISBN 978-3892442462
- Sargon Youkhana: Die Affäre Königsmarck. (Montagnac-Krimi, Band 2) (német nyelven). List Taschenbuch, 2009

### Játékfilmek
- Kœnigsmark, francia némafilm (1923), rendezte Léonce Perret, főszereplők Maurice Lehmann (Philipp von Königsmarck) és Huguette Duflos (Sophie Dorothea)[20]
- Helen de Guerry Simpson ausztrál írónő 1935-ben regényt írt „Tánc a halott szerelmesekért” (Saraband for Dead Lovers) címmel, amelyben Philipp Christoph von Königsmarck és Sophie Dorothea von Braunschweig-Lüneburg hercegnő tragikus szerelmét dolgozza fel.[21] A regényből 1948-ban amerikai romantikus film készült, azonos címmel, Basil Dearden rendezésében, a főszerepben Stewart Grangerrel és Joan Greenwooddal.[22]
- La dernière nuit de Koenigsmark (1959), a La caméra explore le temps francia történelmi tévésorozat epizódja (S2E5), írta Alain Decaux, rendezte Stellio Lorenzi, főszereplők Michel Piccoli (Philipp) és Nicole Berger (Sophie Dorothea).[23][24]